# Réserve intégrale Salmon-Huckleberry
La réserve intégrale Salmon-Huckleberry (anglais : Salmon-Huckleberry Wilderness) est une aire sauvage de 248 km2 située dans l’Oregon au nord-ouest des États-Unis. Créée en 1984, elle est située au sud du mont Hood au sein de la chaîne des Cascades.
Il s’agit d’une des six aires sauvages situées à l’intérieur de la forêt nationale du Mont Hood. Les autres se nomment Mark O. Hatfield, Bull of the Woods, Mont Hood, Mont Jefferson et Badger Creek. Dans la région se trouve également la aire sauvage Opal Creek

## Géographie
Le Devils Peak et la Salmon Butte sont d’anciens volcans bien plus grands mais érodés depuis des millénaires. Les vallées sont par ailleurs de type glaciaire en U.
Les cours d’eau de la zone se nomment South Fork Salmon River et Eagle Creek.

## Milieu naturel
La zone est recouverte de forêts composées du Sapin de Douglas, du Thuya géant de Californie et de la Pruche de l'Ouest. L’aulne rouge y est également présent au bord des ruisseaux.
Le nom de la réserve tire son origine d’une baie (huckleberry en anglais) qui pousse en abondance dans la région et des saumons (salmon en anglais) qui vivent dans les rivières. Il s’agit des saumons Coho et Chinook. Les rivières abritent également la Truite fardée. L’ours noir et le Cerf hémione vivent également dans la réserve,.